# Iljinski (Moskau)
Iljinski (russisch Ильинский) ist eine Siedlung städtischen Typs in der Oblast Moskau (Russland) mit 10.279 Einwohnern (Stand 14. Oktober 2010).

## Geographie
Die Siedlung liegt etwa 35 km Luftlinie ostsüdöstlich des Zentrums der russischen Hauptstadt – zugleich des Oblastverwaltungszentrums – Moskau und 20 km vom Moskauer Autobahnring entfernt. In nordwestlicher Richtung geht Iljinski faktisch nahtlos in die Siedlung Bykowo über, nach Süden in die Stadt Schukowski.
Iljinski gehört zum Rajon Ramenskoje und ist von dessen Verwaltungszentrum Ramenskoje etwa 10 km in nordwestlicher Richtung entfernt. Die Siedlung bildet eine gleichnamige Stadtgemeinde (gorodskoje posselenije).

## Geschichte
Der Ort entstand ab Ende des 19. Jahrhunderts, als der Besitzer des nahen Landsitzes Bykowo Oberst Nikolai Iljin auf einem Teil seines Grundbesitzes Datschen errichten ließ, die an Moskauer Künstler, Bankiers und Kaufleute vermietet und später verkauft wurden.
1975 wurde unter der heutigen Namensform der Status einer Siedlung städtischen Typs verliehen.

### Bevölkerungsentwicklung
| Jahr | Einwohner |
| ---- | --------- |
| 1939 | 6.579     |
| 1979 | 8.264     |
| 1989 | 8.450     |
| 2002 | 7.995     |
| 2010 | 10.279    |

Anmerkung: Volkszählungsdaten

## Wirtschaft und Infrastruktur
Iljinski ist vorrangig Datschenvorort von Moskau.
Bei der Siedlung befindet sich die Bahnstation Iljinskaja an der auf diesem Abschnitt 1862 eröffneten Strecke Moskau – Rjasan (Streckenkilometer 36 ab Kasaner Bahnhof; Vorortzugverkehr). Südlich an der Siedlung führt die Regionalstraße A102 Moskau – Schukowski – Ramenskoje vorbei. Westlich von Iljinski lag der seit Ende 2010 geschlossene kleinere Moskauer Flughafen Bykowo.

## Söhne und Töchter des Ortes
- Waleri Popow (* 1937), Fagottist